# Shub-Niggurath

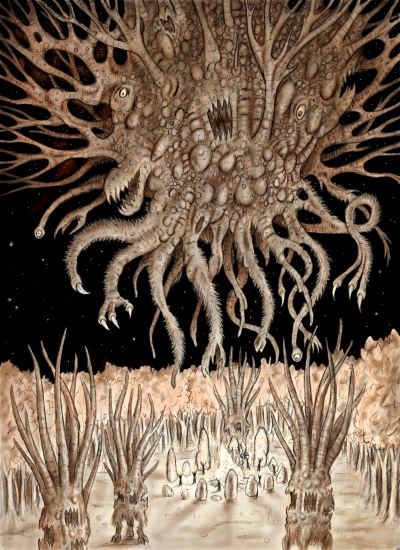
Fri tolkning av Shub-Niggurath.

Shub-Niggurath, även kallad "Den svarta geten från skogen med tusen unga" (The Black Goat of the Woods with a Thousand Young), är en fiktiv gudalik varelse i H.P. Lovecrafts noveller.
Shub-Niggurath finns inte beskriven i några av Lovecrafts skräcknoveller men hennes namn nämns ofta i besvärjelser. Hon är en perverterad fruktbarhetsgudom som sägs bestå av en enorm och oklar massa ur vilken det sticker ut svarta tentakler, slemdrypande munnar och korta getben. Ur henne spottas små varelser fram som antingen direkt återupptas i massan eller lyckas fly iväg. Shub-Niggurath tillbes främst av druidiska och barbariska sekter.